# Laurie Colbert
Laurie Colbert é uma directora de cinema, produtora e roteirista canadiana. Ela trabalha principalmente, mas não exclusivamente, em colaboração com Dominique Cardona. A dupla é mais conhecida pela sua curta-metragem de 1999 Below the Belt, que foi indicado ao prémio Genie de Melhor Curta Drama Live Action no 21º Prémio Genie em 2000, e a sua longa-metragem Margarita, que ganhou o Prémio do Público de Melhor Longa-metragem no Inside Out Film and Video Festival em 2012.
Os seus outros filmes incluem os documentários Thank God I'm a Lesbian (1992) e My Feminism (1997), e os filmes Finn's Girl (2007) e Catch and Release (2018).
Separadamente de Cardona, Colbert foi assistente de direcção na curta-metragem de Naomi McCormack , The Hangman's Bride.